# Arctosa frequentissima
Arctosa frequentissima là một loài nhện trong họ Lycosidae.
Loài này thuộc chi Arctosa. Arctosa frequentissima được Lodovico di Caporiacco miêu tả năm 1947.